# 24 Horas de Le Mans de 1996
As 24 Hours of Le Mans de 1996 foi o 64º grande prêmio automobilístico das 24 Horas de Le Mans, tendo acontecido nos dias 15 e 16 de junho 1996 em Le Mans, França no autódromo francês, Circuit de la Sarthe.

## Resultados Finais

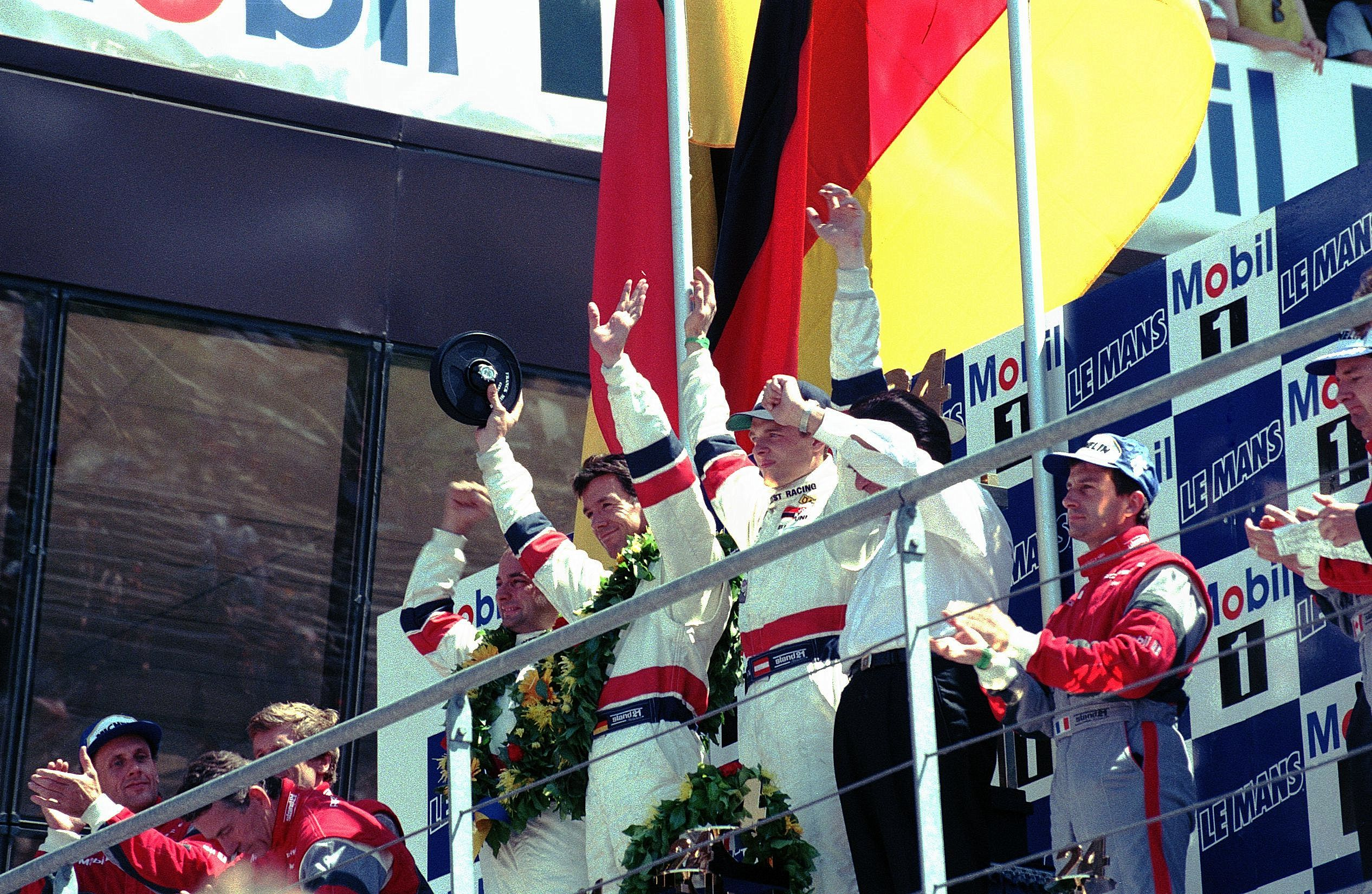
Pódio dos vencedores da edição de 1996, da esquerda para a direita: Davy Jones, Manuel Reuter e Alexander Wurz.

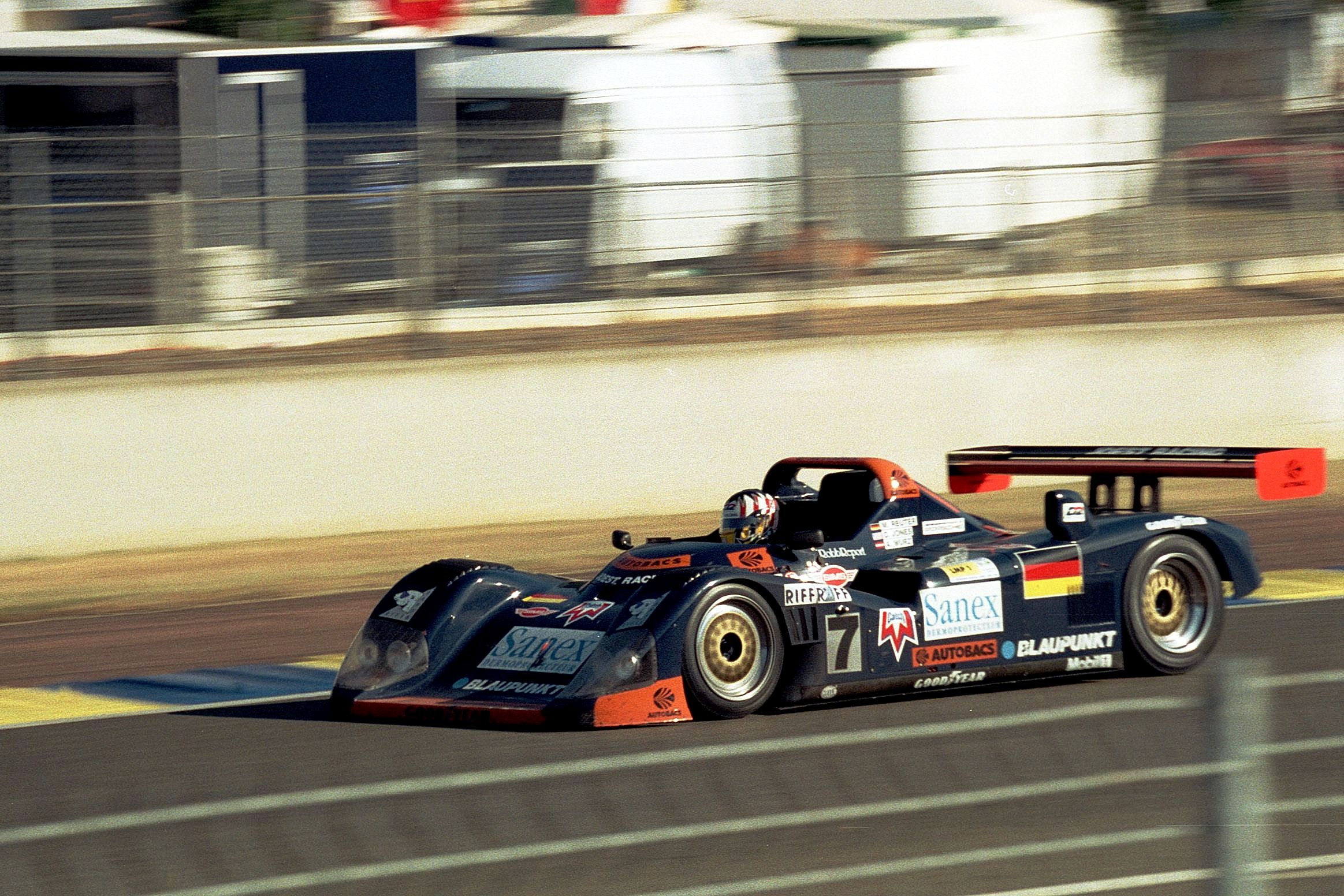
TWR Porsche WSC-95 #7 de Davy Jones, Alexander Wurz e Manuel Reuter.

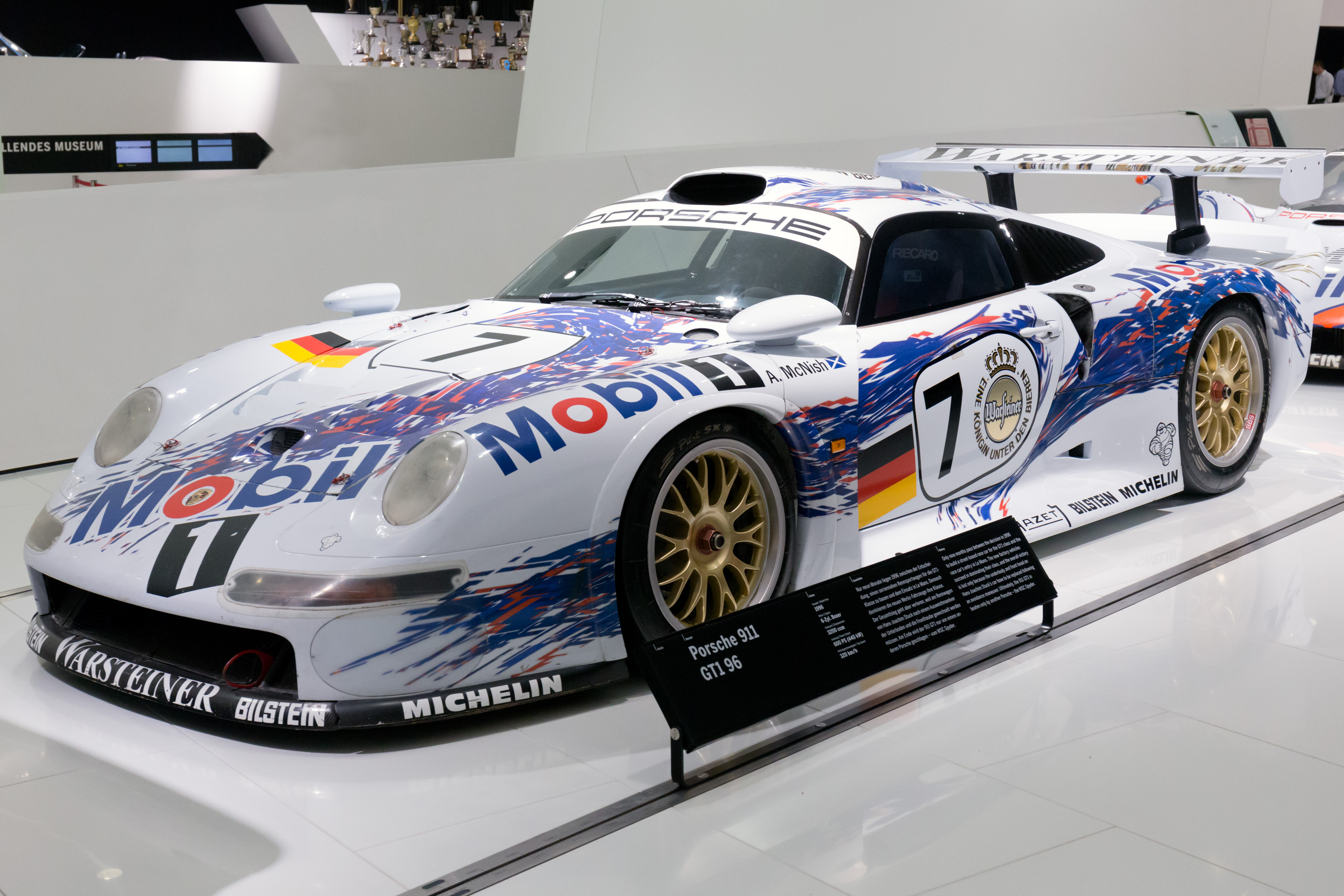
Porsche 911 GT1 993

| Pos    | Class | No | Equipe                                     | Pilotos                                                | Chassis                            | Pneus | Voltas |
| Pos    | Class | No | Equipe                                     | Pilotos                                                | Motor                              | Pneus | Voltas |
| ------ | ----- | -- | ------------------------------------------ | ------------------------------------------------------ | ---------------------------------- | ----- | ------ |
| 1      | LMP1  | 7  | Joest Racing                               | Davy Jones Alexander Wurz Manuel Reuter                | TWR Porsche WSC-95                 | G     | 354    |
| 1      | LMP1  | 7  | Joest Racing                               | Davy Jones Alexander Wurz Manuel Reuter                | Porsche Type-935 3.0L Turbo Flat-6 | G     | 354    |
| 2      | GT1   | 25 | Porsche AG                                 | Hans Joachim Stuck Thierry Boutsen Bob Wollek          | Porsche 911 GT1                    | M     | 353    |
| 2      | GT1   | 25 | Porsche AG                                 | Hans Joachim Stuck Thierry Boutsen Bob Wollek          | Porsche 3.2L Turbo Flat-6          | M     | 353    |
| 3      | GT1   | 26 | Porsche AG                                 | Karl Wendlinger Yannick Dalmas Scott Goodyear          | Porsche 911 GT1                    | M     | 341    |
| 3      | GT1   | 26 | Porsche AG                                 | Karl Wendlinger Yannick Dalmas Scott Goodyear          | Porsche 3.2L Turbo Flat-6          | M     | 341    |
| 4      | GT1   | 30 | West Competition David Price Racing        | John Nielsen Dr. Thomas Bscher Peter Kox               | McLaren F1 GTR                     | G     | 338    |
| 4      | GT1   | 30 | West Competition David Price Racing        | John Nielsen Dr. Thomas Bscher Peter Kox               | BMW S70 6.1L V12                   | G     | 338    |
| 5      | GT1   | 34 | Gulf Racing GTC Racing                     | Pierre-Henri Raphanel Lindsay Owen-Jones David Brabham | McLaren F1 GTR                     | M     | 335    |
| 5      | GT1   | 34 | Gulf Racing GTC Racing                     | Pierre-Henri Raphanel Lindsay Owen-Jones David Brabham | BMW S70 6.1L V12                   | M     | 335    |
| 6      | GT1   | 29 | Harrods Mach One Racing David Price Racing | Andy Wallace Olivier Grouillard Derek Bell             | McLaren F1 GTR                     | G     | 328    |
| 6      | GT1   | 29 | Harrods Mach One Racing David Price Racing | Andy Wallace Olivier Grouillard Derek Bell             | BMW S70 6.1L V12                   | G     | 328    |
| 7      | LMP1  | 5  | La Filière Elf                             | Henri Pescarolo Franck Lagorce Emmanuel Collard        | Courage C36                        | M     | 327    |
| 7      | LMP1  | 5  | La Filière Elf                             | Henri Pescarolo Franck Lagorce Emmanuel Collard        | Porsche Type-935 3.0L Turbo Flat-6 | M     | 327    |
| 8      | GT1   | 39 | Team Bigazzi SRL Team BMW Motorsport       | Nelson Piquet Johnny Cecotto Danny Sullivan            | McLaren F1 GTR                     | M     | 324    |
| 8      | GT1   | 39 | Team Bigazzi SRL Team BMW Motorsport       | Nelson Piquet Johnny Cecotto Danny Sullivan            | BMW S70 6.1L V12                   | M     | 324    |
| 9      | GT1   | 33 | Gulf Racing GTC Racing                     | Ray Bellm James Weaver JJ Lehto                        | McLaren F1 GTR                     | M     | 323    |
| 9      | GT1   | 33 | Gulf Racing GTC Racing                     | Ray Bellm James Weaver JJ Lehto                        | BMW S70 6.1L V12                   | M     | 323    |
| 10     | GT1   | 48 | Canaska Southwind Motorsport               | Price Cobb Shawn Hendricks Mark Dismore                | Chrysler Viper GTS-R               | M     | 320    |
| 10     | GT1   | 48 | Canaska Southwind Motorsport               | Price Cobb Shawn Hendricks Mark Dismore                | Chrysler 356-T6 8.0L V10           | M     | 320    |
| 11     | GT1   | 38 | Team Bigazzi SRL Team BMW Motorsport       | Jacques Laffite Steve Soper Marc Duez                  | McLaren F1 GTR                     | M     | 318    |
| 11     | GT1   | 38 | Team Bigazzi SRL Team BMW Motorsport       | Jacques Laffite Steve Soper Marc Duez                  | BMW S70 6.1L V12                   | M     | 318    |
| 12     | GT2   | 79 | Roock Racing Team                          | Guy Martinolle Ralf Kelleners Bruno Eichmann           | Porsche 911 GT2                    | M     | 317    |
| 12     | GT2   | 79 | Roock Racing Team                          | Guy Martinolle Ralf Kelleners Bruno Eichmann           | Porsche 3.6L Turbo Flat-6          | M     | 317    |
| 13     | LMP1  | 4  | Courage Compétition                        | Mario Andretti Jan Lammers Derek Warwick               | Courage C36                        | M     | 315    |
| 13     | LMP1  | 4  | Courage Compétition                        | Mario Andretti Jan Lammers Derek Warwick               | Porsche Type-935 3.0L Turbo Flat-6 | M     | 315    |
| 14     | GT2   | 71 | New Hardware Racing Parr Motorsport        | Bill Farmer Greg Murphy Robert Nearn                   | Porsche 911 GT2                    | P     | 313    |
| 14     | GT2   | 71 | New Hardware Racing Parr Motorsport        | Bill Farmer Greg Murphy Robert Nearn                   | Porsche 3.6L Turbo Flat-6          | P     | 313    |
| 15     | GT1   | 23 | NISMO                                      | Kazuyoshi Hoshino Masahiro Hasemi Toshio Suzuki        | Nissan Skyline GT-R LM             | B     | 307    |
| 15     | GT1   | 23 | NISMO                                      | Kazuyoshi Hoshino Masahiro Hasemi Toshio Suzuki        | Nissan 2.8L Turbo I6               | B     | 307    |
| 16     | GT2   | 75 | Team Kunimitsu Honda                       | Kunimitsu Takahashi Keiichi Tsuchiya Akira Iida        | Honda NSX                          | Y     | 305    |
| 16     | GT2   | 75 | Team Kunimitsu Honda                       | Kunimitsu Takahashi Keiichi Tsuchiya Akira Iida        | Honda 3.0L V6                      | Y     | 305    |
| 17     | GT2   | 83 | New Hardware Racing Parr Motorsport        | Stéphane Ortelli Andy Pilgrim Andrew Bagnall           | Porsche 911 GT2                    | P     | 299    |
| 17     | GT2   | 83 | New Hardware Racing Parr Motorsport        | Stéphane Ortelli Andy Pilgrim Andrew Bagnall           | Porsche 3.6L Turbo Flat-6          | P     | 299    |
| 18     | GT2   | 77 | Seikel Motorsport                          | Guy Fuster Manfred Jurasz Takaji Suzuki                | Porsche 911 GT2                    | P     | 297    |
| 18     | GT2   | 77 | Seikel Motorsport                          | Guy Fuster Manfred Jurasz Takaji Suzuki                | Porsche 3.6L Turbo Flat-6          | P     | 297    |
| 19     | GT1   | 28 | Newcastle United Lister                    | Geoff Lees Tiff Needell Anthony Reid                   | Lister Storm GTS                   | M     | 295    |
| 19     | GT1   | 28 | Newcastle United Lister                    | Geoff Lees Tiff Needell Anthony Reid                   | Jaguar 7.0L V12                    | M     | 295    |
| 20     | GT2   | 82 | Larbre Compétition                         | Patrice Goueslard André Ahrle Patrick Bourdais         | Porsche 911 GT2                    | M     | 284    |
| 20     | GT2   | 82 | Larbre Compétition                         | Patrice Goueslard André Ahrle Patrick Bourdais         | Porsche 3.6L Turbo Flat-6          | M     | 284    |
| 21     | GT1   | 50 | Viper Team Oreca                           | Philippe Gache Eric Hélary Olivier Beretta             | Chrysler Viper GTS-R               | M     | 283    |
| 21     | GT1   | 50 | Viper Team Oreca                           | Philippe Gache Eric Hélary Olivier Beretta             | Chrysler 356-T6 8.0L V10           | M     | 283    |
| 22     | GT1   | 27 | Chereau Sports Larbre Compétition          | Jean-Luc Chereau Pierre Yver Jack Leconte              | Porsche 911 GT2 Evo                | M     | 279    |
| 22     | GT1   | 27 | Chereau Sports Larbre Compétition          | Jean-Luc Chereau Pierre Yver Jack Leconte              | Porsche 3.6L Turbo Flat-6          | M     | 279    |
| 23     | GT1   | 49 | Canaska Southwind Motorsport               | Alain Cudini Victor Sifton John Morton                 | Chrysler Viper GTS-R               | M     | 269    |
| 23     | GT1   | 49 | Canaska Southwind Motorsport               | Alain Cudini Victor Sifton John Morton                 | Chrysler 356-T6 8.0L V10           | M     | 269    |
| 24     | GT1   | 46 | Team Menicon SARD Co. Ltd.                 | Alain Ferté Mauro Martini Pascal Fabre                 | SARD MC8-R                         | D     | 256    |
| 24     | GT1   | 46 | Team Menicon SARD Co. Ltd.                 | Alain Ferté Mauro Martini Pascal Fabre                 | Toyota 4.0L Turbo V8               | D     | 256    |
| 25     | LMP2  | 20 | Mazdaspeed Co. Ltd.                        | Yojiro Terada Jim Downing Franck Fréon                 | Kudzu DLM                          | G     | 251    |
| 25     | LMP2  | 20 | Mazdaspeed Co. Ltd.                        | Yojiro Terada Jim Downing Franck Fréon                 | Mazda 2.0L 3-Rotor                 | G     | 251    |
| 26 DNF | LMP1  | 8  | Joest Racing                               | Michele Alboreto Pierluigi Martini Didier Theys        | TWR Porsche WSC-95                 | G     | 300    |
| 26 DNF | LMP1  | 8  | Joest Racing                               | Michele Alboreto Pierluigi Martini Didier Theys        | Porsche Type-935 3.0L Turbo Flat-6 | G     | 300    |
| 27 DNF | LMP2  | 14 | Welter Racing SARL                         | Patrick Gonin Pierre Petit Marc Rostan                 | WR LM96                            | M     | 221    |
| 27 DNF | LMP2  | 14 | Welter Racing SARL                         | Patrick Gonin Pierre Petit Marc Rostan                 | Peugeot 2.0L Turbo I4              | M     | 221    |
| 28 DNF | LMP1  | 3  | Courage Compétition                        | Didier Cottaz Philippe Alliot Jérôme Policand          | Courage C36                        | M     | 215    |
| 28 DNF | LMP1  | 3  | Courage Compétition                        | Didier Cottaz Philippe Alliot Jérôme Policand          | Porsche Type-935 3.0L Turbo Flat-6 | M     | 215    |
| 29 DNF | GT1   | 22 | NISMO                                      | Aguri Suzuki Masahiko Kageyama Masahiko Kondo          | Nissan Skyline GT-R LM             | B     | 209    |
| 29 DNF | GT1   | 22 | NISMO                                      | Aguri Suzuki Masahiko Kageyama Masahiko Kondo          | Nissan 2.8L Turbo I6               | B     | 209    |
| 30 DNF | WSC   | 17 | Racing For Belgium Team Scandia            | Eric van de Poele Marc Goossens Eric Bachelart         | Ferrari 333 SP                     | P     | 208    |
| 30 DNF | WSC   | 17 | Racing For Belgium Team Scandia            | Eric van de Poele Marc Goossens Eric Bachelart         | Ferrari F310E 4.0L V12             | P     | 208    |
| 31 DNF | GT1   | 57 | Team SARD Toyota Co. Ltd.                  | Masanori Sekiya Hidetoshi Mitsusada Masami Kageyama    | Toyota Supra LM                    | D     | 205    |
| 31 DNF | GT1   | 57 | Team SARD Toyota Co. Ltd.                  | Masanori Sekiya Hidetoshi Mitsusada Masami Kageyama    | Toyota 3S-GTE 2.1L Turbo I4        | D     | 205    |
| 32 DNF | LMP2  | 15 | Welter Racing SARL                         | William David Sébastian Enjolras Arnaud Trévisiol      | WR LM96                            | M     | 162    |
| 32 DNF | LMP2  | 15 | Welter Racing SARL                         | William David Sébastian Enjolras Arnaud Trévisiol      | Peugeot 2.0L Turbo I4              | M     | 162    |
| 33 DNF | WSC   | 19 | Riley & Scott Cars Inc.                    | Wayne Taylor Scott Sharp Jim Pace                      | Riley & Scott Mk III               | P     | 157    |
| 33 DNF | WSC   | 19 | Riley & Scott Cars Inc.                    | Wayne Taylor Scott Sharp Jim Pace                      | Oldsmobile Aurora 4.0L V8          | P     | 157    |
| 34 DNF | GT1   | 53 | Kokusai Kaihatsu Racing Giroix Racing Team | Fabien Giroix Jean-Denis Délétraz Maurizio Sandro Sala | McLaren F1 GTR                     | M     | 146    |
| 34 DNF | GT1   | 53 | Kokusai Kaihatsu Racing Giroix Racing Team | Fabien Giroix Jean-Denis Délétraz Maurizio Sandro Sala | BMW S70 6.1L V12                   | M     | 146    |
| 35 DNF | GT1   | 59 | Ennea SRL Ferrari Club Italia              | Robert Donovan Piero Nappi Tetsuya Ota                 | Ferrari F40 GTE                    | P     | 129    |
| 35 DNF | GT1   | 59 | Ennea SRL Ferrari Club Italia              | Robert Donovan Piero Nappi Tetsuya Ota                 | Ferrari F120B 3.5L Turbo V8        | P     | 129    |
| 36 DNF | GT2   | 74 | Agusta Racing Team, Ltd.                   | Ricardo Agusta Almo Copelli Patrick Camus              | Callaway Corvette                  | D     | 114    |
| 36 DNF | GT2   | 74 | Agusta Racing Team, Ltd.                   | Ricardo Agusta Almo Copelli Patrick Camus              | Chevrolet LT1 6.2L V8              | D     | 114    |
| 37 DNF | LMP1  | 1  | Kremer Racing                              | Christophe Bouchut Jürgen Lässig Harri Toivonen        | Kremer K8 Spyder                   | G     | 110    |
| 37 DNF | LMP1  | 1  | Kremer Racing                              | Christophe Bouchut Jürgen Lässig Harri Toivonen        | Porsche Type-935 3.0L Turbo Flat-6 | G     | 110    |
| 38 DNF | GT1   | 37 | Konrad Motorsport                          | Franz Konrad Antonio Herrmann de Azevedo Wido Rössler  | Porsche 911 GT2 Evo                | M     | 107    |
| 38 DNF | GT1   | 37 | Konrad Motorsport                          | Franz Konrad Antonio Herrmann de Azevedo Wido Rössler  | Porsche 3.6L Turbo Flat-6          | M     | 107    |
| 39 DNF | GT1   | 44 | Ennea SRL Igol                             | Luciano della Noce Anders Olofsson Carl Rosenblad      | Ferrari F40 GTE                    | P     | 98     |
| 39 DNF | GT1   | 44 | Ennea SRL Igol                             | Luciano della Noce Anders Olofsson Carl Rosenblad      | Ferrari F120B 3.5L Turbo V8        | P     | 98     |
| 40 DNF | GT1   | 51 | Viper Team Oreca                           | Dominique Dupuy Perry McCarthy Justin Bell             | Chrysler Viper GTS-R               | M     | 96     |
| 40 DNF | GT1   | 51 | Viper Team Oreca                           | Dominique Dupuy Perry McCarthy Justin Bell             | Chrysler 356-T6 8.0L V10           | M     | 96     |
| 41 DNF | GT1   | 55 | Roock Racing Team                          | Jean-Pierre Jarier Jesús Pareja Dominic Chappell       | Porsche 911 GT2 Evo                | M     | 93     |
| 41 DNF | GT1   | 55 | Roock Racing Team                          | Jean-Pierre Jarier Jesús Pareja Dominic Chappell       | Porsche 3.6L Turbo Flat-6          | M     | 93     |
| 42 DNF | GT1   | 56 | Pilot Pen Racing                           | Michel Ferté Olivier Thévenin Nicolas Leboissetier     | Ferrari F40 LM                     | ?     | 93     |
| 42 DNF | GT1   | 56 | Pilot Pen Racing                           | Michel Ferté Olivier Thévenin Nicolas Leboissetier     | Ferrari F120B 3.5L Turbo V8        | ?     | 93     |
| 43 DNF | LMP1  | 2  | Kremer Racing                              | Steve Fossett George Fouché Stanley Dickens            | Kremer K8 Spyder                   | G     | 58     |
| 43 DNF | LMP1  | 2  | Kremer Racing                              | Steve Fossett George Fouché Stanley Dickens            | Porsche Type-935 3.0L Turbo Flat-6 | G     | 58     |
| 44 DNF | GT2   | 73 | Elf Haberthur Racing                       | Michel Neugarten Toni Seiler Bruno Ilien               | Porsche 911 GT2                    | D     | 46     |
| 44 DNF | GT2   | 73 | Elf Haberthur Racing                       | Michel Neugarten Toni Seiler Bruno Ilien               | Porsche 3.6L Turbo Flat-6          | D     | 46     |
| 45 DNF | GT2   | 81 | Team Marcos                                | Cor Euser Thomas Erdos Pascal Dro                      | Marcos Mantara LM600               | D     | 40     |
| 45 DNF | GT2   | 81 | Team Marcos                                | Cor Euser Thomas Erdos Pascal Dro                      | Chevrolet 6.1L V8                  | D     | 40     |
| 46 DNF | GT1   | 45 | Ennea SRL Igol                             | Jean-Marc Gounon Éric Bernard Paul Belmondo            | Ferrari F40 GTE                    | P     | 40     |
| 46 DNF | GT1   | 45 | Ennea SRL Igol                             | Jean-Marc Gounon Éric Bernard Paul Belmondo            | Ferrari F120B 3.5L Turbo V8        | P     | 40     |
| 47 DNF | GT2   | 70 | EMKA Productions                           | Steve O'Rourke Guy Holmes Soames Langston              | Porsche 911 GT2                    | D     | 32     |
| 47 DNF | GT2   | 70 | EMKA Productions                           | Steve O'Rourke Guy Holmes Soames Langston              | Porsche 3.6L Turbo Flat-6          | D     | 32     |
| 48 DNF | WSC   | 18 | Rocketsports Inc.                          | Andy Evans Yvan Muller Fermín Velez                    | Ferrari 333 SP                     | P     | 31     |
| 48 DNF | WSC   | 18 | Rocketsports Inc.                          | Andy Evans Yvan Muller Fermín Velez                    | Ferrari F130E 4.0L V12             | P     | 31     |

Legenda :DNQ = Não largou - DNF = Abandono - NC = Não classificado - DSQ= Desqualificado